# HD 20782
HD 20782 är en vid dubbelstjärna belägen i den norra delen av stjärnbilden Ugnen. Den har en skenbar magnitud av ca 7,38 och kräver åtminstone en stark handkikare eller ett mindre teleskop för att kunna observeras. Baserat på parallax enligt Gaia Data Release 2 på ca 27,8 mas, beräknas den befinna sig på ett avstånd på ca 118 ljusår (ca 36 parsek) från solen. Den rör sig bort från solen med en heliocentrisk radialhastighet på ca 41 km/s.

## Egenskaper
Primärstjärnan HD 20782 A är en gul till vit stjärna i huvudserien av spektralklass G3 V. Den har en radie som är ca 1,1 solradier och har ca 1,3 gånger solens utstrålning av energi från dess fotosfär vid en effektiv temperatur av ca 5 800 K.
HD 20782 är en del av en vid dubbelstjärna tillsammans med HD 20781 (notera att det trots numreringen är HD 20781 som är följeslagaren). Följeslagaren har en mycket stor vinkelseparation på 252 bågsekunder, motsvarande 9 080 AE i avstånd mellan stjärnorna. Båda stjärnorna har sina egna planetsystem i S-banor. Detta är första gången som planeter har hittats i båda komponenterna i en vid dubbelstjärna.

## Planetssystem
En exoplanet i en extremt excentrisk bana upptäcktes 2006 vid HD 20782. År 2009 fastställdes planetens omloppsbana, och den visade sig ha den högsta excentriciteten av alla kända exoplaneter, vilket har stått sig sedan 2012.
År 2011 tillkännagavs två exoplaneter av neptunusstorlek vid HD 20781, och till en början trodde man också att de befann sig i excentriska banor, men inte så. Emellertid har senare, mer specificerade observationer visat att inte endast två möjliga planeter, utan alla planeter vid den stjärnan, i stark kontrast till HD 20782, har låg excentricitet i sin bana.
| Planet         | Massa           | Halv storaxel (AE) | Siderisk omloppstid (d) | Excentricitet | Inklination | Radie |
| -------------- | --------------- | ------------------ | ----------------------- | ------------- | ----------- | ----- |
| b (obekräftad) | ≥1,43 ± 0,03 MJ | 1,397 ± 0,009      | 597,065 ± 0,043         | 0,956 ± 0,004 | -           | -     |